# صاریغ ریج
صاریغ ریج (نام علمی: Monodelphis reigi) نام یک گونه از سرده تک‌زهدان‌ها است.